# Jozef Valachovič
Jozef Valachovič (* 12. července 1975, Bratislava, Československo) je bývalý slovenský fotbalový obránce a reprezentant a pozdější trenér. Na klubové úrovni působil mimo Slovensko v Izraeli, České republice a Rakousku. Za slovenskou reprezentaci odehrál v letech 1999–2009 celkem 33 utkání a vstřelil 1 gól.

## Klubová kariéra
Hrál za FK Inter Bratislava, FK AS Trenčín, izraelský Maccabi Tel Aviv FC, FC Slovan Liberec, v Rakousku za Rapid Vídeň a ASK Schwadorf a za ŠK Slovan Bratislava. Po odchodu ze Slovanu se stal v létě 2010 hrajícím trenérem rakouského klubu FK Hainburg. Hráčskou kariéru ukončil v tomto klubu v létě 2012.
S Libercem získal v roce 2002 český titul, ligový titul získal i s bratislavským Slovanem a také s rakouským Rapidem Vídeň.

## Reprezentační kariéra
V A-týmu Slovenska debutoval 19. 5. 1999 v přátelském utkání v Dubnici nad Váhom proti týmu Bulharska (výhra 2:0).
Za slovenskou reprezentaci odehrál v letech 1999–2009 celkem 33 utkání a dal 1 gól.
Góly Jozefa Valachoviče v A-mužstvu Slovenska
| Gól | Datum      | Stadion                               | Soupeř  | Skóre (min.) | Výsledek | Soutěž          |
| --- | ---------- | ------------------------------------- | ------- | ------------ | -------- | --------------- |
| 010 | 1. 3. 2006 | Stade de France, Saint-Denis, Francie | Francie | 01:20(81.)   | 1:2      | přátelský zápas |

## Trenérská kariéra
Po odchodu ze Slovanu se stal v létě 2010 hrajícím trenérem rakouského klubu FK Hainburg (do léta 2012). Poté byl od září 2012 do června 2014 asistentem hlavního kouče v českém klubu 1. FK Příbram.
Od července do začátku prosince 2014 působil jako asistent hlavního trenéra Samuela Slováka v českém týmu FC Slovan Liberec.
V březnu 2021 se stal trenérem Příbrami, v listopadu byl z funkce odvolán.